# NGC 2101
NGC 2101 ist eine irreguläre Galaxie vom Hubble-Typ IBm/P im Sternbild Pictor am Südsternhimmel. Sie ist schätzungsweise 45 Millionen Lichtjahre von der Milchstraße entfernt und hat einen Durchmesser von etwa 25.000 Lichtjahren.
Im selben Himmelsareal befindet sich unter anderem die Galaxie NGC 2104.
Das Objekt wurde am 9. Januar 1837 von John Herschel entdeckt.